# Apple Corps
Apple Corps Limited (игра слов от «apple core») — британская мультимедийная корпорация, основанная в Лондоне участниками группы The Beatles в январе 1968 года для формирования конгломерата после смерти Брайана Эпстайна, менеджера The Beatles.

Подразделения компании включали в себя Apple Electronics (электроника), Apple Films (фильмы), Apple Publishing (защита авторских прав), Apple Hulsail (оптовая торговля), Apple Retail (розничная торговля), Apple Television (телевидение) и Apple Records (звукозаписывающий лейбл).
Штаб-квартира Apple Corps сначала находилась на Вигмор-стрит, дом 95 (в 1968 году), а с 1969 года располагалась на Сэвиль-Роу, дом 3 (также называемый Apple Building, буквально — Здание Apple). На крыше штаб-квартиры Apple Corps на улице Сэвиль-Роу состоялся знаменитый концерт The Beatles на крыше. В настоящее время штаб-квартира Apple Corps находится на площади Овингтон, дом 27.
С 1970 по 2007 года́ исполнительным директором Apple Corps де-факто являлся Нил Аспиналл. 10 апреля 2007 года его сменил Джефф Джонс. 21 октября 2024 года было объявлено, что Джефф Джонс ушел с поста исполнительного директора Apple Corps, замена пока не объявлена.
В 2010 году Apple Corps заняла второе место в списке самых инновационных компаний в музыкальной индустрии по версии журнала Fast Company благодаря выпуску видеоигры The Beatles: Rock Band и продаже 3,28 млн альбомов в 2009 году.

## История

### Прежние названия
Бухгалтер The Beatles сообщил группе, что у них есть 2 млн фунтов стерлингов, которые они могут либо инвестировать в бизнес-проект, либо заплатить Налоговой службе Великобритании, поскольку их корпоративные и коммерческие налоги были ниже, чем их индивидуальные налоговые счета. По словам Питера Брауна, личного помощника Брайана Эпстайна, деятельность по поиску офшорных зон для доходов The Beatles начались ещё в 1963—64 годах, когда Уолтер Страх, финансовый консультант The Beatles, был назначен ответственным за такие операции. Первыми шагами в этом направлении стали основание Beatles Limited в 1963 году и Beatles and Co. в апреле 1967 года.

### Название
Дерек Тейлор, пресс-атташе The Beatles, вспоминал, что название для компании придумал Пол Маккартни, посещая квартиру Тейлора в Лондоне. Пол Маккартни сказал:

Мы начинаем совершенно новую форму бизнеса. Итак, чему в первую очередь учат начинающего взрослеть ребёнка? A — это Apple.
Оригинальный текст (англ.)We're starting a brand new form of business. So, what is the first thing that a child is taught when he begins to grow up? A is for Apple.

Затем Маккартни предложил добавить к слову «Apple» «core» (apple core — с англ. — «сердцевина яблока»), но зарегистрировать название не получилось, поэтому вместо «core» использовали «Corps» с тем же произношением. Позже Маккартни признался, что на данное название и логотип его вдохновила картина бельгийского художника Рене Магритта под названием Le Jeu de Mourre, на которой было изображено яблоко сорта Гренни Смит с надписью «Au revoir» (с фр. — «Пока»).

### Основание
Главной предпосылкой к созданию Apple Corps являлось формирование новой компании Beatles and Co. в апреле 1967 года, которая являлась обновленной версией старой — Beatles Limited. Каждый битл владел 5 % новой компании, а новая корпорация, которая впоследствии станет известна как Apple Corps, которой владели все битлы, владела оставшимися 80 %. За исключением индивидуальных гонораров за написание песен (когда композиторами являются не все битлы), которые будут по-прежнему выплачиваться напрямую автору или авторам конкретной песни, все деньги, заработанные The Beatles как группой, будут поступать Beatles and Co., и, таким образом, будут облагаться коммерческим налогом по более низкой цене.
Джон Леннон комментировал создание Apple Corps так:

Наш бухгалтер подошел и сказал: «У нас есть такая-то сумма денег. Вы хотите отдать её правительству или что-то с ней сделать?». Мы решили немного поиграть в бизнесменов, поскольку теперь нам надо было самим управлять собственными делами. Так что у нас есть эта штука под названием «Apple», которая будет заниматься пластинками, фильмами, электроникой и всем с этим связанным.
Оригинальный текст (англ.)Our accountant came up and said 'We got this amount of money. Do you want to give it to the government or do something with it?' So we decided to play businessmen for a bit because we've got to run our own affairs now. So we've got this thing called 'Apple' which is going to be records, films, and electronics – which all tie up

Брайану Эпстайну было необходимо оправдать данную низкую налоговую ставку перед властями, поэтому, по словам первой жены Леннона, Синтии, Эпстайн вложил часть денег во множество дочерних компаний Apple: фильмы, электроника, сети магазинов. Созданием Apple Corps The Beatles также хотели «дать шанс молодым талантам», Пол Маккартни объяснял, что это осуществлялось в свободе для сотрудников, где в первую очередь руководствовались наличием таланта, а не коммерческими интересами: «Если кто-нибудь к нам придёт и скажет: у меня есть идея, ответ будет таким — иди сюда и делай то, что задумал». Был сформирован совет директоров, который включал себя Брайана Эпстайна, бухгалтера и юриста The Beatles, Нила Аспиналла и Алистера Тейлора.
Когда прогресс создания новой компании подошел к середине, Брайан Эпстайн неожиданно умер 27 августа 1967 года. Это заставило The Beatles, по словам Ринго Старра, «заботиться о себе самим», а соответственно, и ускорить планы по созданию Apple Corps. Старр считал, что «До того как умер Эпстайн, мы об этом как-то и не думали. Теперь мы были вынуждены заботиться о себе сами и делать всё, что делал Эпстайн. А когда-то нам казалось, что он ничего не делал». Он также утверждал, что после смерти Брайана битлы хотели основать Apple Corps с его братом, Клайвом Эпстайном, но он отказался. Старр полагал, что он не верил в них и не думал, что они смогут в конце концов основать Apple, объединенную с компанией Брайана Эпстайна под названием NEMS Enterprises.
Пол Маккартни изначально хотел использовать именно NEMS Enterprises для осуществления задач, для которых предназначалась Apple, но после смерти Брайана Эпстайна австралиец Роберт Стигвуд объединил свое агентство с NEMS, что сделало явно логичным формирование Apple. В январе 1968 года Beatles Limited была переименована в Apple Corps Limited, которая была зарегистрирована в 47 странах.

### Неудачное ведение
В августе 1967 года, практически сразу после смерти Брайана Эпстайна, Алистера Тейлора пригласили на должность генерального директора Apple Corps. Впоследствии, когда Тейлор уже стал генеральным директором Apple, 19 апреля 1968 года его разместили в рекламе Apple, разработанной Полом Маккартни и опубликованной в таких журналах, как New Musical Express и Melody Maker. На рекламе была изображена фотография его, играющего на гитаре и поющего песню «When Irish Eyes Are Smiling» и надписью сверху: «This man has talent…» (с англ. — «У этого человека есть талант…»). Данная реклама должна была привлечь начинающих певцов в Apple Records и прислать им свои записи, и реакция действительно была феноменальной, хоть и сотрудники Apple прослушали небольшое количество записей, а контрактов не было подписано вовсе.
В 1968 году Нила Аспиналла попросили взять на себя управление Apple Corps, став новым генеральным директором, что он и сделал, заявив, однако, что согласится занимать эту должность лишь до того момента, пока они не найдут кого-то другого.
В январе 1968 года, во время основания Apple Corps, был создан Apple Boutique, представляющий собой розничный магазин одежды. Товары разбирались моментально, но прибыли предприятие не давало из-за процветающего в магазине воровства. 30 июля того же года он закрылся, а всю одежду на сумму около 60 тысяч долларов США раздали всем желающим бесплатно.
В 1969 году Apple прекратила свою «благотворительную деятельность» начинающим исполнителям, партнерство, занимающееся этим, разорилось. Тогда же The Beatles начали искать замену Брайану Эпстайну, видя, как Apple Corps несет лишь убытки, и в том же 1969 году они наняли в качестве своего менеджера американца Аллена Клейна, однако Пол Маккартни был против Клейна как менеджера, и считал идеальной кандидатурой для менеджера The Beatles нью-йоркского адвоката Ли Истмана — отца своей жены Линды. Остальные битлы считали, что это — попытка Пола Маккартни взять Apple Corps в свои руки, так как менеджер The Beatles автоматически становился бы председателем Apple Corps. Это послужило поводом для последующей ссоры Джона Леннона, Ринго Старра и Джорджа Харрисона с Маккартни.
Когда Аллен Клейн стал менеджером The Beatles, а, соответственно, и генеральным директором Apple Corps, он начал кампанию по «оживлению компании», уволив треть всех сотрудников, в том числе и Нила Аспиналла, но из-за жалоб участников The Beatles он был восстановлен в должности. Работа множества дочерних компаний Apple Corps была остановлена. 18 февраля 1971 года Пол Маккартни возбудил дело в Высоком суде Лондона против Apple Corps под руководством Аллена Клейна; понадобилось шесть лет, чтобы полностью отстранить Клейна от руководства. В январе 1977 года Apple выплатила Клейну 4 млн 200 тысяч долларов в качестве компенсации, и впоследствии управлялась советом директоров во главе с Нилом Аспиналлом вплоть до 2007 года.

## Дочерние компании

### Apple Electronics
Apple Electronics — компания в составе Apple Corps, занимающаяся производством электроники. Главой Apple Electronics являлся Алексис Мардас, самопровозглашенный изобретатель из Греции; Джон Леннон дал Алексису прозвище «Magic Alex» (буквально — Волшебный, магический Алекс). Компания так никогда и не дала прибыли, а её проектами являлось, например, создание электрического поля вокруг дома Маккартни.

### Apple Films
Apple Films — компания в составе Apple Corps, занимающаяся производством фильмов.
Список фильмов, где Apple Films являлась продюсерской компанией:
- Magical Mystery Tour (1967);
- Yellow Submarine (1968);
- Did Britain Murder Hanratty? (1969)[комм. 2];
- Let It Be (1970);
- Raga[англ.] (1971);
- Концерт для Бангладеш (1972);
- Born to Boogie[англ.] (1972);
- Son of Dracula[англ.] (1974);
- Little Malcolm[англ.] (1974);

В 2021 году был выпущен фильм The Beatles: Get Back, продюсерской компанией которого выступила в том числе и Apple Corps, но не Apple Films.

### Apple Records

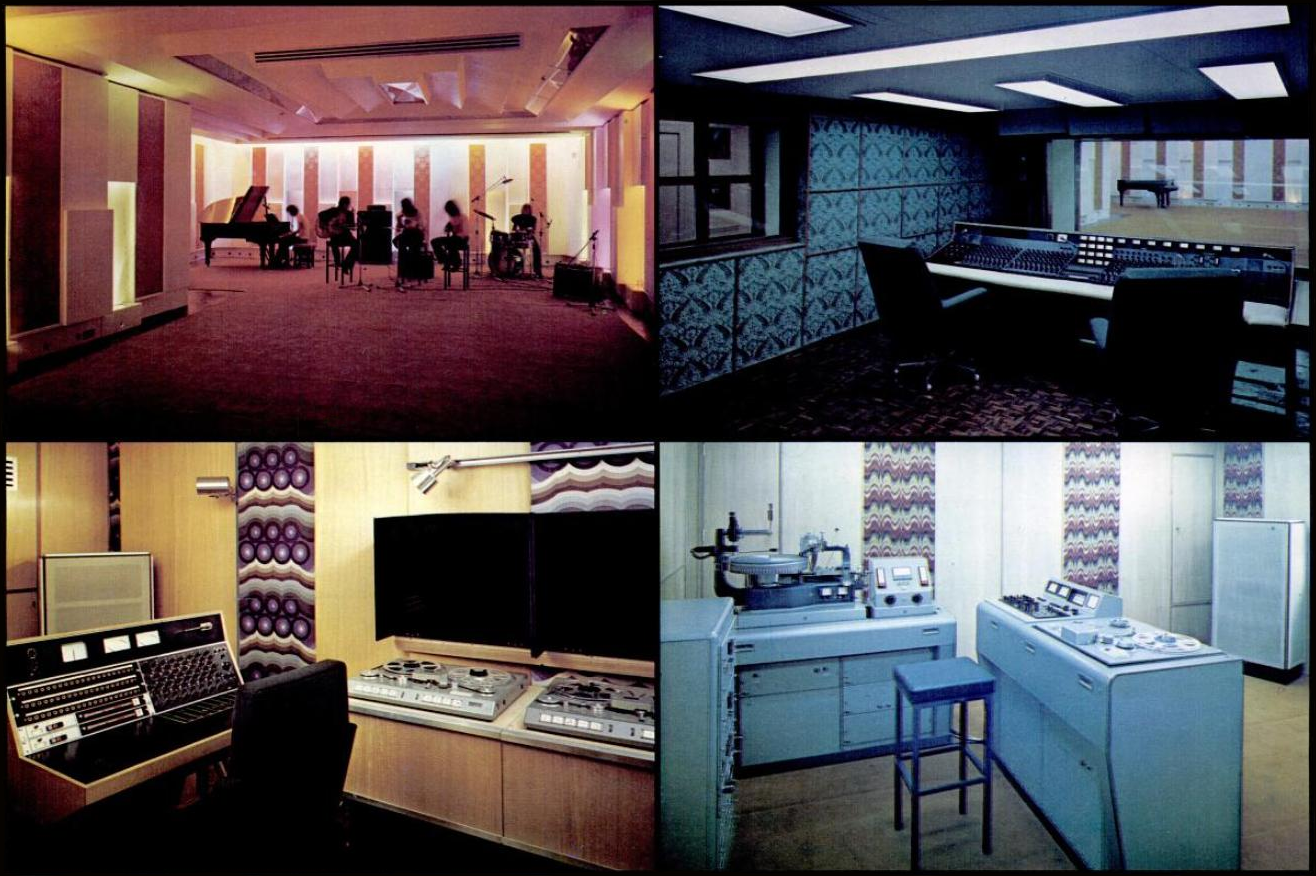
Студия Apple Records

Apple Records — звукозаписывающий лейбл в составе Apple Corps. Начиная с 1968 года новые релизы The Beatles выпускались на Apple Records, хотя авторские права принадлежали EMI. Записи проходили в студии звукозаписи в подвале штаб-квартиры Apple Corps на улице Сэвиль-Роу, дом 3. Apple Records достиг наибольшего успеха по сравнению с другими подразделениями Apple Corps, так как на Apple Records выпускалось множество других исполнителей, в их число входили Билли Престон, Джеймс Тейлор, Джон Тавенер, Йоко Оно, Ронни Спектор, Badfinger, Modern Jazz Quartet, а также сами The Beatles, в том числе поодиночке.
Существовал также лейбл Zapple Records, который являлся бюджетной версией Apple Records и изначально предназначался для того, что впоследствии станет известно как аудиокниги. Zapple Records был основан 3 февраля 1969 года, но после того, как Аллен Клейн был назначен менеджером The Beatles, он был закрыт после выпуска всего двух альбомов: Unfinished Music No.2: Life with the Lions Леннона и Йоко Оно, и Electronic Sound Харрисона.

### Apple Retail
Apple Retail — компания в составе Apple Corps, занимающаяся розничной торговлей.

#### Apple Boutique

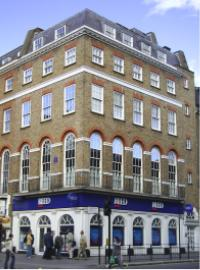
Современное здание на месте Apple Boutique

Apple Boutique — розничный магазин, который был расположен на Бейкер-стрит, дом 94 в Лондоне. Был открыт 7 декабря 1967 года, Пол Маккартни описывал данный магазин как «прекрасное место, где прекрасные люди могут покупать прекрасные вещи». Магазином управляли школьный друг Джона Леннона, Пит Шоттон и Дженни, сестра Патти Бойд, первой жены Джорджа Харрисона. Дизайнерской компании The Fool было выделено 100 тысяч фунтов стерлингов на разукрашивание здания Apple Boutique. Барри Финч, один из дизайнеров The Fool, нанял несколько десятков художников, чтобы они, в период с 10 по 12 ноября 1967 года разукрасили здание Apple Boutique психоделической фреской. Совет Вестминстера, боро Лондона, в котором находилась Бейкер-стрит, отказал The Fool в разрешении красить здание, однако они продолжали работу. Однако в течение двух недель после открытия магазина, жалобы местных торговцев вынудили Apple перекрасить здание в первоначальный цвет. Товары в магазине разбирались моментально, но прибыли он не давал из-за процветающего в нём воровства. 30 июля того же года Apple Boutique закрылся, а всю одежду на сумму около 60 тысяч долларов США раздали всем желающим бесплатно по распоряжению Джона Леннона.

## Судебные разбирательства

### Apple Corps противApple Computer
В 1976 году была основана компания Apple Computer, которая впоследствии станет известна как просто Apple. Стив Джобс, на тот момент генеральный директор Apple Computer, был поклонником The Beatles, что могло сказаться на названии его компании. В 1978 году Apple Corps подала в суд на Apple Computer за нарушение товарного знака. В ноябре 1981 года обе стороны пришли к соглашению, что Apple Computer не будет входить в музыкальную индустрию, а Apple Corps — в компьютерную. Кроме того, Apple Corps также была выплачена компенсация в размере 80 тысяч долларов США.
Несмотря на соглашение, к середине 1980-х годов Apple Computer стала интегрировать всё больше звуковых возможностей в свои компьютеры, а в 1987 году попыталась изменить соглашение в свою пользу. В январе 1988 года Apple Computer разрешила использовать в своих компьютерах MIDI, чтобы её пользователи через неё могли записывать музыку. В 1989 году Apple Corps потребовала отозвать продажу продуктов Apple Computer со встроенной в них MIDI, но Apple Computer отказалась. В 1991 году Apple Corps снова подала в суд; в иске утверждалось, что Apple Computer нарушила соглашение 1981 года, добавив в свои компьютеры поддержку MIDI. 9 октября стороны достигли соглашения в несудебном порядке, а Apple Computer выплатила Apple Corps 26,5 млн долларов США в качестве компенсации.
Во время разработки System 7, Джим Рикс, один из сотрудников Apple Computer, добавил в операционную систему звук оповещения под названием «sosumi» (расшифровывается как «so, sue me» [с англ. — «тогда, подайте на меня в суд»]). Это было насмешкой над Apple Corps, которая в тот момент, в 1989 году, угрожала Apple Computer судебным иском. Юридическому отделу Apple Computer Рикс заявил, что данное название — японское.
В 2001 и 2002 годах были выпущены iPod и iTunes соответственно. В сентябре 2003 года Apple Corps снова подала в суд на Apple Computer, и изначально суд вынес решение в пользу Apple Computer, поэтому Apple Corps была обязана выплатить Apple Computer судебные издержки в размере около 2 млн фунтов стерлингов, но Apple Corps пообещала обжаловать решение суда. В конечном итоге Apple Computer заплатила Apple Corps 26,8 млн долларов США за право участвовать в музыкальной индустрии.
9 января 2007 года Apple Computer была переименована в Apple Inc. 5 февраля Apple получила право собственности на большинство товарных знаков, которые до этого принадлежали Apple Corps, в том числе логотип с яблоком сорта Гренни Смит и надписью «Apple». В 2010 году Apple добавила каталог всех релизов The Beatles на iTunes.

### Apple Corps противEMI
В 2005 году Apple Corps от имени Пола Маккартни, Ринго Старра и родственников Джорджа Харрисона и Джона Леннона подали в суд на звукозаписывающую компанию EMI по причине того, что EMI, по мнению Apple Corps, задолжала им более 30 млн фунтов стерлингов в виде роялти за записи The Beatles. Дело было урегулировано в апреле 2007 года, по словам представителя EMI, «взаимно приемлемым соглашением», которое осталось конфиденциальным. Данный период совпал с уходом Нила Аспиналла с поста генерального директора Apple Corps.

### Apple Corps противNike
В 1987 году Nike заплатила 250 тысяч долларов США звукозаписывающим компаниям Capitol Records и EMI, и аналогичную сумму Майклу Джексону, чтобы он купил песни различных исполнителей для последующего использования в рекламе. Майкл Джексон купил песню Revolution и ещё около 4000 песен, включая некоторые песни The Beatles, за 47,5 млн долларов. К середине марта 1987 года реклама Nike с песней Revolution начала транслироваться по телевидению.
Летом 1987 года Пол Маккартни, Джордж Харрисон и Ринго Старр подали в суд на Nike, Capitol Records, EMI и Wieden+Kennedy — рекламное агентство Nike. В марте 1988 года Nike прекратила транслировать рекламу своего бренда с песней Revolution. В ноябре 1989 года иск был урегулирован вне суда, условия соглашения остались в тайне.

### Комментарии
1. ↑  До этого компания существовала под другими названиями➤.
2. ↑  Did Britain Murder Hanratty? — 40-минутный документальный фильм, заказанный Джоном Ленноном и спродюсированный Apple Films. Единственный публичный показ фильма проходил в церкви Сент-Мартина-ин-зе-Филдс 17 февраля 1970 года[46][47].

### Русскоязычная литература
- Багиров, Алексей. „Битлз“ — любовь моя :  [рус.] / под ред. Гаврона А. И. и Хачирашвили В. И. — Минск : Парус, 1993. — ББК 83.315.3.

### Иноязычная литература
- Lennon, Cynthia. A Twist of Lennon (англ.). — Avon Books, 1978. — ISBN 978-0-352-30196-3.
- Cross, Craig. Beatles-discography.Com: Day-by-Day Song-by-Song Record-by-Record (англ.). — iUniverse, 2005. — ISBN 978-0-595-31487-4.
- Vyner, Harriet. Groovy Bob: The Life and Times of Robert Fraser (англ.). — Faber, 1999. — ISBN 0-571-19627-6.
- Benzien, Rudi. Джон Леннон навсегда = John Lennon Forever / пер. с англ. А. Мажорова. — 1989. — ISBN 5-85176-003-8.
- Blaney, John. John Lennon: Listen To This Book (англ.). — Paper Jukebox, 2005. — ISBN 978-0-9544528-1-0.
- Miles, Barry. Paul McCartney: Many Years from Now (англ.). — Vintage, 1997. — ISBN 9780749386580.
- Miles, Barry. The Beatles Diary Volume 1: The Beatles Years (англ.). — Omnibus Press, 2009. — ISBN 978-0-85712-000-7.
- Badman, Keith. The Beatles Diary Volume 2: After the Break-Up 1970-2001 (англ.). — Omnibus Press, 2009. — ISBN 978-0-85712-001-4.
- Harry, Bill. The Beatles Encyclopaedia (англ.). — Лондон: Virgin Publishing, 2000. — ISBN 0-7535-0481-2.
- Taylor, Alistair. Yesterday: The Beatles Remembered. — Sidgwick & Jackson, 1988. — ISBN 978-0-283-99621-4.
- Brown, Peter; Gaines, Steven. The Love You Make: An Insider's Story of The Beatles (англ.). — Лондон: Macmillan Publishers, 1983. — ISBN 0-333-36134-2.
- Brown, Peter; Gaines, Steven. The Love You Make: An Insider's Story of The Beatles (англ.). — Переиздание. — New American Library, 2002. — ISBN 978-0-451-20735-7.
- Clayson, Alan; Leigh, Spencer. The Walrus Was Ringo: 101 "Beatles" Myths Debunked (англ.). — Chrome Dreams, 2003. — ISBN 978-1-84240-205-4.
- Granados, Stefan. Those Were the Days: An Unofficial History Of The Beatles' Apple Organization: An Unofficial History of the "Beatles" Apple Organization 1967–2001 (англ.). — Cherry Red Books, 2002. — ISBN 978-1-901447-12-5.